# كارل نيكس (كرة سلة)
كارل نيكس (بالإنجليزية: Carl Nicks)‏ مواليد 6 أكتوبر 1958 في شيكاغو، هو لاعب كرة سلة أمريكي سابق. بدأ مسيرته الاحترافية في سنة 1980. تم اختياره من قبل فريق دنفر ناغتس خلال الدرافت. يبلغ طوله 6 قدم 1 بوصة (1.9 م). اعتزل اللعب في 1989.

## المسيرة الاحترافية
لعب مع دنفر ناغتس في سنة 1980، ثم لعب مع يوتا جاز في سنة 1982، ثم لعب مع كليفلاند كافالييرز في سنة 1983، ثم لعب مع نادي أوستند لكرة السلة من سنة 1985 إلى 1987.

## روابط خارجية
- كارل نيكس على موقع إن بي أي (الإنجليزية)
- كارل نيكس على موقع سبورتس رفرنس (الإنجليزية)
- كارل نيكس على موقع كلية كرة السلة في سبورتس رفرنس.كوم (الإنجليزية)
- كارل نيكس على موقع ريلجم (الإنجليزية)
- كارل نيكس على موقع بروبوليرز (الإنجليزية)